# Meike
Meike ist ein weiblicher Vorname.

## Herkunft und Bedeutung
Beim Namen Meike handelt es sich um eine niederdeutsche und friesische weibliche Variante von Meik oder eine alternative Schreibweise von Maike.

## Verbreitung
In den Niederlanden gewann der Name Meike [ˈmɛi̯.kə] vor allem in den 1990er und 2000er Jahren an Popularität. Bis ins Jahr 2011 zählte er zu den 100 beliebtesten Mädchennamen des Landes. Er verlor beständig an Popularität, bis er im Jahr 2023 die Top-500 der Vornamenscharts verließ.
In deutschen Vornamenscharts wird Meike [ˈmaɪ̯.kə] gemeinsam mit dem Namen Maike behandelt. Diese Namen waren ab den 1940er Jahren geläufig und stiegen Ende der 1950er Jahre in die Top-100 der Vornamenscharts auf. Besonders beliebt war der Name vom Ende der 1960er bis Anfang der 1980er Jahre. Die Top-10 konnte er dabei jedoch nie erreichen. Insbesondere ab der Mitte der 1990er Jahre verlor der Name an Popularität und geriet in den 2010er Jahren außer Mode. In Deutschland ist eine Meike im Durchschnitt 40 Jahre alt.

## Varianten
Varianten des Namens sind Mejke und Meiken.
Siehe auch: Marieke#Varianten

## Namensträgerinnen
- Meike Akveld (* 1972), Schweizer Mathematikerin und Lehrbuchautorin
- Meike Anlauff (* 1979), deutsche Rock- und Popsängerin
- Meike Sophia Baader (* 1959), deutsche Erziehungswissenschaftlerin
- Meike Babel (* 1974), deutsche Tennisspielerin
- Meike Bahnsen (* 1973), dänische Schauspielerin
- Meike Blatnik (* 1974), deutsche Übersetzerin
- Meike Brattinger (* 1996), deutsche Einradfahrerin
- Meike Dinger (* 1987), deutsche Fußballspielerin
- Meike Droste (* 1980), deutsche Schauspielerin
- Meike Ehnert (* 1986), deutsche Popsängerin
- Meike Emonts (* 1991), deutsche Reality-TV-Teilnehmerin und Moderatorin
- Meike Entenmann (* 1975), deutsche Bildhauerin, Malerin, Objektkünstlerin und Grafikerin
- Meike Evers-Rölver (* 1977), deutsche Ruderin
- Meike Feßmann (* 1961), deutsche Literaturkritikerin, Autorin und Journalistin
- Meike Fischer (* 1970), deutsche Fotografin und Fotojournalistin
- Meike Fitzner (* 1969), deutsche Fußballspielerin
- Meike Freitag (* 1979), deutsche Schwimmerin
- Meike Gehring (* 1985), deutsche Fernsehmoderatorin und Journalistin
- Meike Goosmann (* 1966), deutsche Jazzmusikerin
- Meike Gottschalk (* 1970), deutsche Theater- und Fernsehschauspielerin
- Meike Haas (* 1970), deutsche Autorin
- Meike Harten (* 1962), deutsche Schauspielerin
- Meike Hauck (* 1977), deutsche Theater- und Drehbuchautorin
- Meike Hemschemeier (* 1972), deutsche Journalistin, Dokumentarfilm-Regisseurin und Autorin
- Meike Herz (* 1963), deutsche politische Beamtin
- Meike Hoffmann (* 1962), deutsche Kunsthistorikerin und Provenienzforscherin
- Meike Holländer (* 1965), deutsche Ruderin
- Meike Hopp (* 1982), deutsche Kunsthistorikerin und Provienienzforscherin
- Meike Kamp (* 1975), deutsche Verwaltungsjuristin, Berliner Datenschutzbeauftragte
- Meike Kämper (* 1994), deutsche Fußballspielerin
- Meike Kircher (* 1978), deutsche Musicaldarstellerin und Schauspielerin
- Meike Koester, deutsche Sängerin und Songwriterin
- Meike Kordes (* 1973), deutsche Filmproduzentin
- Meike Krebs (* 1979), deutsche Triathletin
- Meike Kröger (* 1986), deutsche Hochspringerin
- Meike Krüger (* 1971), deutsche Journalistin, Fernsehmoderatorin und Autorin
- Meike Leluschko (* 1981), deutsch-koreanische Sopranistin
- Meike Meiners (* 1961), deutsche Schauspielerin und Hörspielsprecherin
- Meike Meßmer (* 1995), deutsche Fußballspielerin
- Meike Munser-Kiefer (* 1973), deutsche Pädagogin
- Meike Neitsch (* 1963), deutsche Handballspielerin und Handballtrainerin
- Meike Niedbal (* 1977), deutsche politische Beamtin
- Meike Niemeyer (* 1980), deutsche Regisseurin für Schauspiel und Kinder- und Jugendtheater
- Meike de Nooy (* 1983), niederländische Wasserballspielerin
- Meike Peters, deutsche Kochbuchautorin und Bloggerin
- Meike Pfister (* 1996), deutsche Skirennläuferin
- Meike Piepenbring (* 1967), deutsche Botanikerin und Mykologin
- Meike Rensch-Bergner (* 1968), deutsche Autorin und Unternehmerin
- Meike Rühl (* 1973), deutsche Klassische Philologin
- Meike Schlecker (* 1973), deutsche Unternehmerin
- Meike Schlüter (* 1971), deutsche Schauspielerin und Verlagslektorin
- Meike Schmelzer (* 1993), deutsche Handballspielerin
- Meike Schwarz, Miss Germany 1992
- Meike Katrin Stein (* 1991), deutsche Komponistin, Orchestratorin von Filmmusik, Musikerin und Autorin
- Meike Stiesch (* 1969), deutsche Wissenschaftlerin und Zahnärztin
- Meike Stoverock (* 1974), deutsche Sachbuchautorin und Biologin
- Meike Strydom (* 2000), südafrikanische Kugelstoßerin
- Meike Thüllen, deutsche Kommunalpolitikerin (FDP) und Bürgermeisterin
- Meike Vogt, Klimawissenschaftlerin und Meeresökologin
- Meike Wagner (* 1971), deutsche Theaterwissenschaftlerin
- Meike Weber (* 1987), deutsche Fußballspielerin
- Meike Winnemuth (* 1960), deutsche Journalistin und Buchautorin
- Meike Ziervogel, deutsch-englische Schriftstellerin